# Operation helvede
Operation helvede (originaltitel They Were Expendable) er en krigsfilm fra 1945, instrueret af John Ford og med John Wayne og Robert Montgomery i hovedrollerne. Montgomery instruerede desuden en del torpedobådsscener (uden at blive nævnt), når Ford var indisponeret af helbredsårsager.
Filmen er baseret på en bog af William L. White og fortæller historien om John D. Bulkeley, der var chef på en motortorpedobåd, og hans makker Robert Kelly, under den japanske invasion af Filippinerne under 2. verdenskrig 1941-42. Personerne i filmen, John Brickley (spillet af Robert Montgomery) og Rusty Ryan (spillet af John Wayne) er opdigtede navne for disse to virkelige personer. Selvom filmen viser opdigtede begivenheder, blev scenerne opfattet som virkelighed under krigen, og filmen blev rost som meget virkelighedstro.

## Handling
Filmen starter med en demonstration i Manila-bugten af, hvad en motortorpedobåd er i stand til – den dag Pearl Harbor bombes af japanerne. Ryan bliver forarget, da hans overordnede ikke mener, at torpedobådene kan bruges som flådefartøjer, og han er i færd med at skrive en anmodning om at blive forflyttet, da nyheden om japanernes angreb kommer.
Ryans og Brickleys anmodning om at få tildelt kampopgaver fører ikke til noget et stykke tid, men til sidst får de lov til at vise, hvad de kan. Herfra består filmen mest af action-scener med undtagelse Ryans romance med sygeplejersken Sandy Davis (spillet af Donna Reed). Japanerne forbereder et angreb på de amerikanske forlægninger på Bataan og Corrigidor, og torpedobådene sendes af sted for at evakuere general Douglas MacArthur og en gruppe betydningfulde amerikanere – hvilket Bulkeley fik en medalje for. Da dette er sket, fortsætter bådene deres angreb på japanerne, som gradvist reducerer gruppen til en håndfuld mænd og én torpedobåd. Filmen slutter umiddelbart før, de er nødt til at overgive sig til en grum skæbne. Filmen regnes for en af John Waynes bedste præstationer.